# セフィ倶楽部
『セフィ倶楽部』（セフィくらぶ）は、1987年4月5日から1992年3月29日まで中京テレビで放送されていた情報番組・トーク番組。放送時間は毎週日曜 17:00 - 17:15 （日本標準時）。

## 概要
『ドラゴンズ・ノート』終了後の日曜17:00枠で放送されていた15分番組で、東海3県在住のOLたちにアフター5の過ごし方を提案するという主旨で行われていた。司会は矢野きよ実が担当。スポンサーはセントラルファイナンス（現・セディナ）の一社単独で、番組タイトルはスポンサー社名の頭文字 (Central Finance) に因んでいた。
放送開始当初は、矢野が一般公募の中から選ばれた若い独身女性と2人で名古屋市中心街を回り、各地のファッション情報・ショッピング情報・グルメ情報などをリポートするという内容の屋外ロケ番組だったが、後に一般からの参加者たちを収録現場に複数招き、矢野が彼女たちからアフター5の過ごし方を聞き出すという内容に変更された。